# Utrecht Dominators
Utrecht Dominators is een Americanfootballclub uit Utrecht die is opgericht op 5 november 2004. Ze spelen op sportpark Zuilense Vecht in de Utrechtse wijk Zuilen. Alle teams (jeugd en senioren) spelen in de Nederlandse competitie die wordt georganiseerd door de American Football Bond Nederland.

## Geschiedenis
Utrecht Dominators werd op 5 november 2004 opgericht door drie enthousiastelingen. Zij vonden dat hun stad, na het verdwijnen van Utrecht Vikings, niet zonder Americanfootballteam kon blijven.
In december van 2005 werden de senioren van de Dominators benaderd door de Almere Flevo Phantoms. Zij hadden een gebrek aan spelers en alle nieuwe spelers van Utrecht een gebrek aan wedstrijdervaring.
Op 9 januari werd de vereniging verrijkt met een cheerleaderteam. De meiden dansen tijdens wedstrijden, maar ook daar buiten. Zo waren ze onder andere te zien als reclame-intro op RTL 7, bij Stapel op auto's en de BZT Show. In 2008 kwam er een eind aan het bestaan van de Dominator-cheerleaders. Het team viel uit elkaar en de Dominators besloten geen nieuw team te beginnen.
Ter ere van het eenjarig bestaan van de Utrecht Dominators en als voorbereiding op het komende seizoen werd er op 6 november 2005 een vriendschappelijke wedstrijd gespeeld tegen de Eindhoven Raptors. Dit was de allereerste officiële wedstrijd van de Utrecht Dominators. Zij wonnen met 7-2.
In december 2005 waren er dusdanig veel jeugdleden bij de Dominators dat werd besloten om voor het seizoen 2006 niet alleen een senioren, maar ook een junioren team in te schrijven. De senioren zouden gaan deelnemen aan de Nederlandse tweede divisie, de jeugd aan de 5-tegen-5-tackle-competitie.
Alle ontwikkelingen binnen de Utrecht Dominators waren ook de gemeente Utrecht opgevallen. Derhalve werden de Dominators genomineerd voor de Utrechtse Sportprijs 2005 in de categorie Vereniging van het Jaar. In januari 2006 werden de Utrecht Dominators tijdens het Utrecht Sportgala uitgeroepen tot Vereniging van het jaar 2005.
In 2006 speelden de Dominators hun eerste competitiewedstrijd in de geschiedenis van de vereniging.
In 2008 haalden de Dominators de finale van de tweede divisie. Deze werd in Rotterdam met 12-06 verloren van de Amsterdam Panthers. Zowel de Panthers als de Dominators promoveerden hierna naar de eerste divisie. In het seizoen 2009 kwamen de Dominators dan ook voor het eerst uit in de hoogste Nederlandse Americanfootballcompetitie. Na twee seizoenen op het hoogste niveau degradeerden zij weer. Zij komen nog steeds uit in de eerste divisie, maar daarboven zit tegenwoordig de eredivisie.
In 2009 werden de Dominators Nederlands kampioen flag football bij de senioren. In de finale werd Lelystad Commanders verslagen.
In 2014 werden de Utrecht Dominators Nederlands kampioen flag football in de categorie Cubs (13 t/m 15 jaar). In de finale werd Den Haag Hyenas verslagen. In 2013 speelden deze twee teams ook al in de finale. Toen waren de Hyenas net te sterk voor de Domstedelingen.
In 2015 werd Utrecht Dominators senioren flag football tweede tijdens het NK. In de finale werd nipt verloren van Den Haag Hyena's.
In 2017 werd op de velden van de de Dominators voor het eerst de "King Bowl" georganiseerd, een internationaal flag-football-toernooi. De eerste editie van het toernooi was met 18 teams uit 6 verschillende landen volledig volgeboekt. The Hague Hyena's gingen er uiteindelijk met de titel vandoor.
In 2018 kwam Utrecht Dominators o15 flag football net te kort voor de landstitel. Ze vochten zich terug naar 32-32 maar dolven uiteindelijk toch het onderspit tegen 010 Trojans, 45-32.
In 2019 werd het Utrecht Dominators Cubs-team (o15) is Nederlands kampioen door in de finale de Rotterdam Anaconda's met 34-06 te verslaan. Dit was de tweede NK-titel voor de Dominators in deze leeftijdscategorie.

## Resultaten
- Tackle-football-titels senioren: 0
  - 2008: verliezend finalist (DIV II)
- Tackle-football-titels junioren: 0
- Flag-football-titels senioren: 1
  - 2009: Nederlands kampioen
  - 2015: verliezend finalist
  - 2020: 3e plaats NK flag football
- Flag-football-titels cubs (o15): 2
  - 2013: verliezend finalist
  - 2014: Nederlands kampioen
  - 2018: verliezend finalist
  - 2019: Nederlands kampioen

## Trivia
- De thuisbasis van de Utrecht Dominators werd twee seizoenen als trainingslocatie gebruikt door het NFL Europa-team Amsterdam Admirals.